# Clarice de Mèdici
Clarice de Mèdici (Florència, 1493 - 3 de maig de 1528) fou membre de la família florentina dels Mèdici, filla del Senyor de Florència Pere II de Mèdici i d'Alfonsina Orsini i germana menor de Llorenç II, senyor de Florència i duc d'Urbino. Entre els seus familiars contemporanis comptava amb Llorenç el Magnífic, el seu avi, el papa Lleó X, oncle seu, i el futur papa Climent VII, oncle segon. Li va tocar viure una època de trasbals, amb diverses sotragades de la relació entre la seva família i la ciutat de Florència.

## Joventut
Nascuda a l'esplendor de la cort, quan tenia un any, el 1494, va haver d'enfilar el camí del desterrament del seu pare Pere el Desafortunat i va residir a diversos estats italians. Quan tenia quinze anys, el 1508, va ésser casada amb Filippo Strozzi, comerciant i financer, cap d'una poderosa família florentina enemistada amb els Mèdici. La intenció de l'enllaç era apaivagar les tensions entre ambdues famílies però tot fa pensar que el risc de relacionar-se amb els perseguits Mèdici anava precedit per un amor sincer entre la parella, que va haver de vèncer moltes dificultats. En un primer moment es van instal·lar a Nàpols i van retornar a Florència quan el germà de Clarice, Llorenç II, va recuperar el poder a la ciutat. Quan el seu oncle Lleó X va ésser escollit papa, van passar a viure a Roma. El seu germà i la seva cunyada van emmalaltir molt greument i van morir gairebé simultàniament deixant una nena orfe i malaltissa d'un mes de vida, Caterina de Mèdici, qui més endavant seria comtessa d'Alvèrnia i reina de França. Clarice es feu càrrec de la seva neboda i la va criar juntament amb els seus fills propis.
Amb l'amenaça del saqueig de Roma de 1527, Clarice i la seva família van tornar cap a Florència. Allà s'havia tornat a eclipsar l'estrella dels Mèdici. Els ciutadans revoltats li van prendre Caterina i la van recloure a diversos convents, com a ostatge, per a poder pressionar el papa Médici, Climent VII. Aquest també va utilitzar el marit de Clarice, Filippo, com a penyora en un pacte amb els Colonna, que no va respectar. Clarice va anar corrent a Roma i va aconseguir el seu alliberament quan ja era condemnat a mort. També va maldar sense massa èxit per la seguretat de la seva afillada.

## Una dona de caràcter
Clarice va demostrar al llarg de la seva curta vida una gran capacitat de gestió i coratge que li van permetre reeixir en més d'un embolic de la seva família i ajudar el seu germà, el seu espòs i els fills, comptant-hi la mateixa Caterina.
Referint-se a ella i les seves capacitats, va arribar a dir el seu oncle Lleó X que si, tant de bo, ella hagués estat l'home de la família i el seu germà Llorenç la dona, una altra hagués estat la sort de la família Mèdici.
Clarice va morir el 3 de maig de 1528, als 35 anys i sembla molt probable que les seves restes reposin a l'església de Santa Maria Novella.

## Descendència
Del seu matrimoni amb Filippo Strozzi van néixer 10 fills: Piero Strozzi (1510-1558), condottiero, Roberto Strozzi (m. 1566), Baró de Collalto i noble romà, Maria Strozzi, casada amb Lorenzo Ridolfi, Leone Strozzi (1515-1554), Cavaller de l'Orde de Malta, Giulio Strozzi (m. 1537), Vincenzo Strozzi (m. Roma, 1537), Alessandro Strozzi (m. 1541), Luisa Strozzi (m. 1534), casada amb el senador florentí Luis Capponi, Maddalena Strozzi, casada amb el Comte Flaminio dell'Anguillara i Lorenzo Strozzi (1523-1571), abat i cardenal.